# Flugplatz Alzate Brianza

i7
i11
i13
Der Flugplatz Alzate Brianza (it.: Aeroporto di Alzate Brianza “Giancarlo Maestri”, ICAO-Code: LILB) befindet sich in der norditalienischen Region Lombardei, knapp 2 km westlich von Alzate Brianza bei dem Ortsteil Verzago. Wegen der Lage wird er auch Flugplatz Verzago oder Flugplatz Verzago-Alzate Brianza genannt.

## Infrastruktur und Nutzung
Der am Fuß der Alpen, etwa 40 km nördlich von Mailand und 8 km südöstlich von Como gelegene Flugplatz hat eine 600 Meter lange asphaltierte Start- und Landebahn mit der Ausrichtung 03/21. Von der Landeschwelle 21 führt eine asphaltierte Rollbahn zu Abstellflächen, Hallen und sonstigen Abfertigungseinrichtungen in der nordöstlichen Ecke des Flugplatzgeländes. Die Grasflächen im Osten der Piste dienen meist zum Abstellen von Segelflugzeugen, die Flächen im Westen auch als parallele Graspiste. Der Flugplatz dient der Allgemeinen Luftfahrt. Von Bedeutung ist insbesondere der Segelflugsport. Betrieben wird der Flugplatz von dem örtlichen Segelflugverein Aeroclub Volovelistico Lariano (AVL), der dort auch eine Flugschule unterhält.

## Geschichte
Das heutige Flugplatzgelände wurde im Jahr 1967 von den Segelfliegern Riccardo und Leonardo Brigliadori erworben und dort mit Freunden des Mailänder Segelflugvereins AVM bis 1969 ein Flugplatz geschaffen. Im Jahr 1992 gründeten die Brüder den Segelflugverein AVL. Im Jahr 1997 verunglückte auf dem Flugplatz der italienische Segelflugmeister Giancarlo Maestri tödlich. Nach ihm ist der Flugplatz heute benannt.